# Apterocis variegatus
Apterocis variegatus är en skalbaggsart som beskrevs av Perkins 1900. Apterocis variegatus ingår i släktet Apterocis och familjen trädsvampborrare. Inga underarter finns listade i Catalogue of Life.